# Profilage racial
 (août 2021).

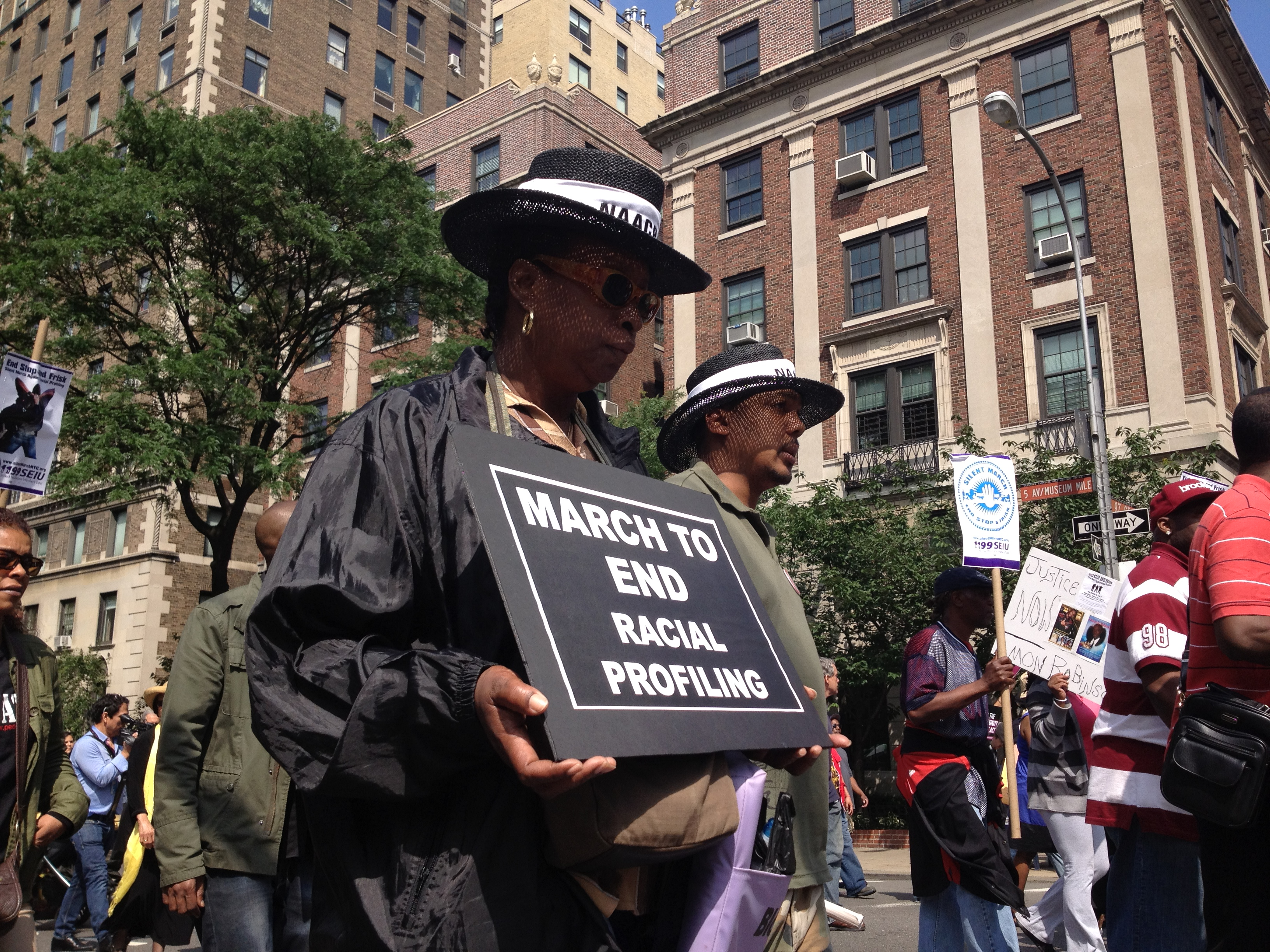
Manifestation silencieuse contre le profilage racial

Le profilage racial ou profilage ethnique désigne le comportement discriminatoire d'une autorité, en particulier la police, à l'égard d'un individu ou d'un groupe d'individus en fonction de son origine ethnique, nationale ou religieuse, réelle ou perçue. Comme le profilage politique et le profilage social, il se distingue du profilage criminel, utilisé par la police pour résoudre un crime, notamment parce qu'il s'exerce a priori.

## Droit de l'Union européenne
Cette pratique est documentée en Europe par des enquêtes mandatées par les institutions européennes et des organismes de protection des droits de l'homme,. La Commission européenne contre le racisme et l'intolérance définit le profilage racial comme « Utilisation par la police, sans justification objective et raisonnable, de motifs tels que la race, la couleur, la langue, la religion, la nationalité ou l'origine nationale ou ethnique dans des activités de contrôle, de surveillance ou d'investigation ». Il peut notamment prendre la forme de contrôles au faciès.

## Droit par pays

### Algérie
Amnesty International mentionne l'expulsion en 2017 de plus de 2 000 migrants originaires de pays d'Afrique subsaharienne, sur la base d'un profilage racial, sans chercher à déterminner si les migrants séjournaient légalement en Algérie, en effet certains avaient des visas en cours de validité.

### Canada

#### Québec
En droit québécois, l'arrêt Québec (Commission des droits de la personne et des droits de la jeunesse) c. Bombardier Inc. (Bombardier Aéronautique Centre de formation) de la Cour suprême du Canada contient une définition du profilage racial formulée par la Commission des droits de la personne : 

« Le profilage racial désigne toute action prise par une ou des personnes en situation d’autorité à l’égard d’une personne ou d’un groupe de personnes, pour des raisons de sûreté, de sécurité ou de protection du public, qui repose sur des facteurs d’appartenance réelle ou présumée, tels la race, la couleur, l’origine ethnique ou nationale ou la religion, sans motif réel ou soupçon raisonnable, et qui a pour effet d’exposer la personne à un examen ou à un traitement différentiel.
Le profilage racial inclut aussi toute action de personnes en situation d’autorité qui appliquent une mesure de façon disproportionnée sur des segments de la population du fait, notamment, de leur appartenance raciale, ethnique ou nationale ou religieuse, réelle ou présumée »

### France
Le profilage ethnique a été documenté comme une pratique régulière dans certains quartiers par l'organisme de protection des droits de l'homme Human Rights Watch, y compris dans le cadre des restrictions liées à la pandémie de Covid-19 (voir Confinements de 2020 en France).
En 2012, le candidat présidentiel de l'époque, François Hollande, a promis de « lutter contre le profilage ethnique ».
Le Défenseur des droits, institution française indépendante des droits de l'homme, a publié des rapports en 2014 et 2017 critiquant ces pratiques abusives et appelant à des réformes. En 2016, la Cour de cassation a estimé que le contrôle de trois jeunes hommes par la police constituait un profilage ethnique et une « faute lourde engageant la responsabilité de l'État ».
L'enquête de Human Rights Watch montre que la police vise souvent des jeunes des minorités pour ces contrôles, y compris de jeunes enfants. Ainsi des enfants de moins de 12 ans ont expliqué avoir été forcés de mettre les mains contre un mur ou une voiture, d'écarter les jambes et de subir une palpation intrusive, touchant par exemple les fesses et les parties génitales. Ces contrôles peuvent se dérouler près des établissements scolaires ou à proximité, voire pendant des sorties scolaires.
Selon l'organisme, les autorités françaises n'enregistrent ni ne publient non plus de données sur l'utilisation des contrôles d'identité par la police, ni ne retracent l'origine ethnique des personnes interpellées. Sans documentation expliquant la base juridique du contrôle d'identité, il n'y a aucun moyen de vérifier sa légalité ou de fournir la preuve qu'il s'agissait d'un abus de pouvoir ou de mauvais traitements.
Une étude menée par l'Open Society Justice Initiative (OSJI) et le Centre national de la recherche scientifique (CNRS) entre octobre 2007 et mai 2008 a révélé qu'en région parisienne, par rapport aux « Blancs », des « Noirs » avaient six fois plus de risques d'être arrêtés et des « Arabes » étaient presque huit fois plus susceptibles. Les conclusions reposent sur l'observation de plus de 500 contrôles de police dans cinq endroits autour de Paris ainsi qu'à la gare du Nord et à Châtelet-Les-Halles.
Selon ce qu'a déclaré en janvier 2021 un groupe de six organisations françaises et internationales de défense des droits de l'homme, la police française se livre à un profilage répandu et de longue date qui constitue une discrimination systémique. Ces organisations ont alors lancé le premier recours collectif contre l'État français pour cette pratique. Les organisations ont adressé une lettre de mise en demeure le 27 janvier 2021 au Premier ministre, au ministre de l'Intérieur et au ministre de la Justice pour faire pression en faveur de réformes structurelles et de mesures concrètes pour mettre fin aux pratiques policières discriminatoires.